# Robert Bennett (nuotatore)
Robert Earl Bennett- detto Bob- (Los Angeles, 23 maggio 1943) è un ex nuotatore statunitense.

## Carriera
Fortemente specializzato nel dorso, vinse due medaglie di bronzo ai Giochi Olimpici: nei 100 metri a Roma 1960 e nei 200 metri a Tokyo 1964.
È stato, nel 1961, il detentore, per oltre un anno, del record mondiale sui 100m dorso (1'01"3).

## Palmarès
- Olimpiadi

Roma 1960: bronzo nei 100m dorso.
Tokyo 1964: bronzo nei 200m dorso.